# آنورگاسمی

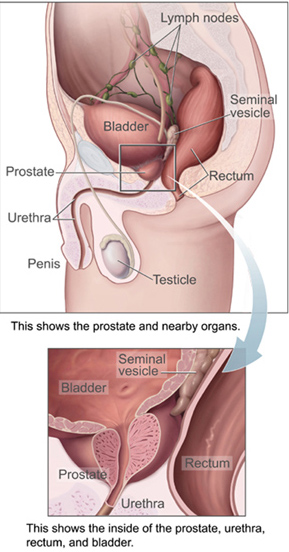
پروستات و اندامهای اطراف آن

آنورگاسمی یا بی‌اوج‌کامشی (انگلیسی: Anorgasmia) نوعی ناکارآمدی جنسی است که مانع از رسیدن فرد به اوج لذت جنسی حتی پس از تحریک کامل جنسی می‌شود که می‌تواند سبب ایجاد افسردگی گردد.

## علل بیماری
این وضعیت گاهی اوقات به عنوان یک اختلال روان‌پزشکی طبقه‌بندی می‌شود، با این حال، می‌تواند ناشی از مشکلات فیزیولوژیکی مانند نوروپاتی دیابتی، مولتیپل اسکلروزیس، بیماری پارکینسون، ناقص‌سازی دستگاه تناسلی در هر جنسیتی، عوارض ناشی از جراحی دستگاه تناسلی، ترومای لگن (مانند آسیب دیدگی ناشی از افتادن روی میله در کوهنوردی، دوچرخه یا پرتو ژیمناستیک)، عدم تعادل هورمونی، هیسترکتومی کامل، آسیب نخاعی، سندرم دم اسب، آمبولیزاسیون رحم، ترومای زایمان (پارگی واژن با استفاده از فورسپس یا ساکشن یا اپیزیوتومی باز یا بسته)، ولوودینیا و بیماری‌های قلبی عروقی باشد.
یکی از علل شایع آنورگاسمی، هم در زنان و هم در مردان، استفاده از داروهای ضدافسردگی، به ویژه مهارکننده‌های انتخابی بازجذب سروتونین (SSRIs) است. اگرچه گزارش آنورگاسمی به عنوان یک عارضه جانبی SSRIها دقیق نیست، اما مطالعات نشان داده‌است که ۱۷ تا ۴۱ درصد از مصرف‌کنندگان این گونه داروها تحت تأثیر نوعی اختلال عملکرد جنسی هستند.